# 青岛豆蟹
青岛豆蟹（学名：Pinnotheres tsingtaoensis）为豆蟹科豆蟹属的动物。在中国大陆，分布于辽东半岛、山东半岛等地，生活环境为海水，常见与渤海鸭嘴蛤共栖。